# Коваль, Ирина Леонидовна
Ирина Леонидовна Коваль — российский врач-вирусолог, сотрудник Центра гигиены и эпидемиологии в Калининградской области. Герой Труда Российской Федерации (2020).

## Биография
Окончила санитарно-гигиенический факультет  Ленинградского санитарно-гигиенического медицинского института по специальности «санитарно-гигиеническое дело». 
Трудовую деятельность начала в 1982 году. Работала лаборантом, дезинфектором санитарно-эпидемиологической станции (СЭС) Ленинградского района Калининграда, врачом-бактериологом городской санэпидстанции, врачом-вирусологом областной СЭС, врачом-вирусологом лаборатории особо опасных и вирусологических исследований Центра государственного санитарно-эпидемиологического надзора в Калининградской области. Ныне работает врачом-вирусологом вирусологической лаборатории федерального бюджетного учреждения здравоохранения «Центр гигиены и эпидемиологии в Калининградской области». 
В 2020 году в рамках борьбы с распространением пандемии COVID-19 трудилась в «красной зоне» отдела лабораторной диагностики в круглосуточном режиме, одетая в противочумный костюм. Владея всеми методами диагностики вирусных инфекций на высоком профессиональном уровне, одной из первых освоила и внедрила на работе в лаборатории новый прибор для ПЦР-исследований. Занималась первичной подготовкой проб к исследованиям, находясь на самой тяжёлой и опасной в эпидемиологическом плане работе по выявлению инфицированных и заболевших. За эти заслуги была удостоена звания Героя Труда Российской Федерации.

## Награды
- Звание «Герой Труда Российской Федерации» (21 июня 2020 года) — «за особые трудовые заслуги, самоотверженность и высокий профессионализм, проявленные в борьбе с коронавирусной инфекцией (COVID-19)»[6].